# Nomada denticulata
Nomada denticulata là một loài Hymenoptera trong họ Apidae. Loài này được Robertson mô tả khoa học năm 1902.